# Krutets (Saràtov)
|  | Per a altres significats, vegeu «Krutets». |

Krutets (en rus: Крутец) és un poble de l'óblast de Saràtov, a Rússia, segons el cens del 2010 tenia 9 habitants. Pertany al districte municipal de Saràtov.